# フレデリック・シンジョン (第2代ボリングブルック子爵)

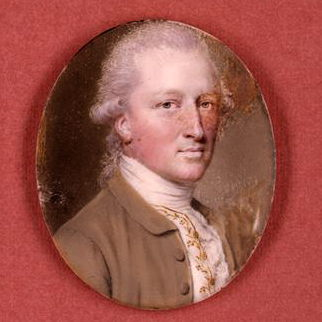
第2代ボリングブルック子爵

第2代ボリングブルック子爵および第3代シンジョン子爵フレデリック・シンジョン（英語: Frederick St John, 2nd Viscount Bolingbroke, 3rd Viscount St John、1732年12月21日 – 1787年5月5日）は、グレートブリテン王国の貴族。

## 生涯
第2代シンジョン子爵ジョン・シンジョンと妻アン（Anne、旧姓ファーニーズ（Furnese）、1747年7月11日没、第2代準男爵サー・ロバート・ファーニーズの娘）の息子として、1732年12月21日に生まれ、1733年1月17日にハノーヴァー・スクエアのセント・ジョージ教会で洗礼を受けた。イートン・カレッジで教育を受けた。1748年11月26日に父が死去すると、シンジョン子爵位を継承した。1751年12月12日に伯父ヘンリーが死去すると、ボリングブルック子爵位の特別残余権（special remainder）に基づき爵位を継承、1754年2月12日に貴族院議員に就任した。

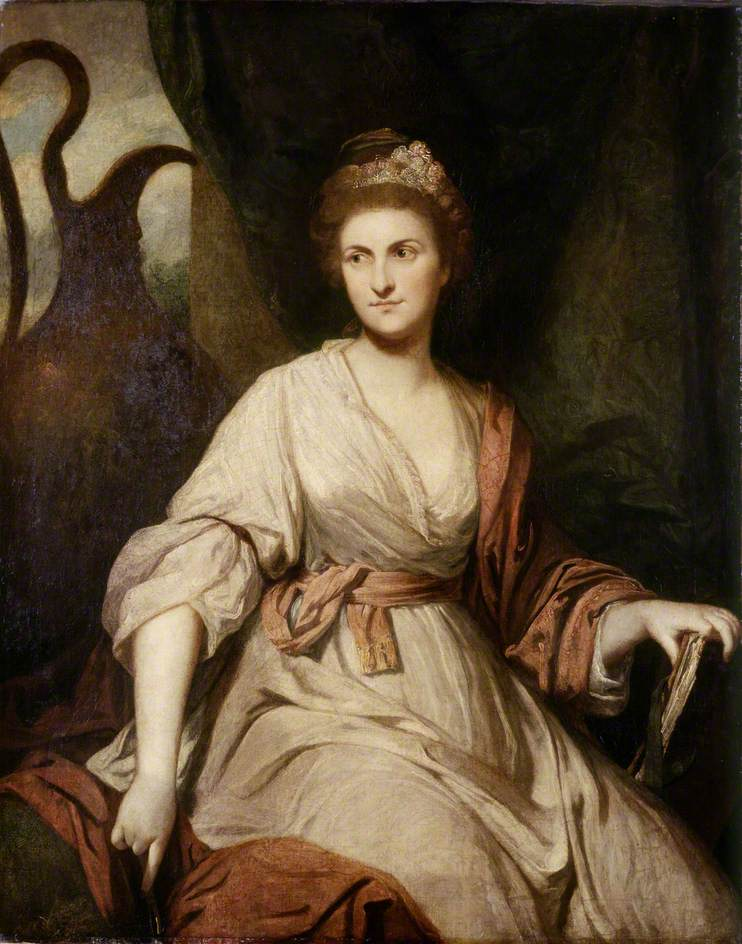
ボリングブルック子爵夫人ダイアナ。ジョシュア・レノルズ画、1763年と1765年の間。

1757年9月8日、ダイアナ・スペンサー（1808年8月1日没、第3代マールバラ公爵チャールズ・スペンサーの娘）と結婚、下記の子女をもうけた。
- ジョージ・リチャード（1761年3月5日 – 1824年12月18日） - 第3代ボリングブルック子爵、第4代シンジョン子爵[1]
- フレデリック（英語版）（1765年12月20日 – 1844年11月19日） - 陸軍軍人、庶民院議員。1788年12月8日、メアリー・カー（Mary Kerr、1791年2月6日没、第5代ロジアン侯爵ウィリアム・カー（英語版）の娘）と結婚、子供あり。1793年4月6日、アラベラ・クレイヴェン（1819年6月9日没、第6代クレイヴェン男爵ウィリアム・クレイヴェンと妻エリザベス（英語版）の娘）と再婚、子供あり。1821年11月14日、キャロライン・エリザベス・パーソンズ（Caroline Elizabeth Parsons、1869年5月27日没、J・パーソンズの娘）と再婚、子供あり[5][6]

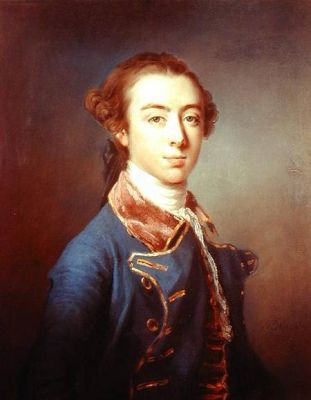
ダイアナの再婚相手トパム・ボークラーク。フランシス・コーツ画。

しかし、ダイアナがトパム・ボークラーク（シドニー・ボークラーク卿の息子、初代セント・オールバンズ公爵チャールズ・ボークラークの孫）と不倫したため、ボリングブルック子爵は彼女を訴え、1768年3月10日に可決された法案に基づき離婚した。ダイアナはその2日後にボークラークと再婚した。
貴族院でははじめホイッグ党に属したが、1760年にジョージ3世が即位した後は国王支持に転じ、1765年印紙法の廃止に抗議した。1761年11月3日にジョージ3世の寝室侍従に任命され、1765年7月21日に辞任した後、1768年1月2日に再び任命され、1780年9月14日に退任した。
第4代チェスターフィールド伯爵フィリップ・スタンホープからは「彼の才能をもってして、伯父の名を冠する価値がないわけがない」（by his talents no way unworthy to bear his uncle's name）と評された。
1787年5月5日に死去、息子ジョージ・リチャードが爵位を継承した。